# Augustiner-Chorherrenstift Salzwedel

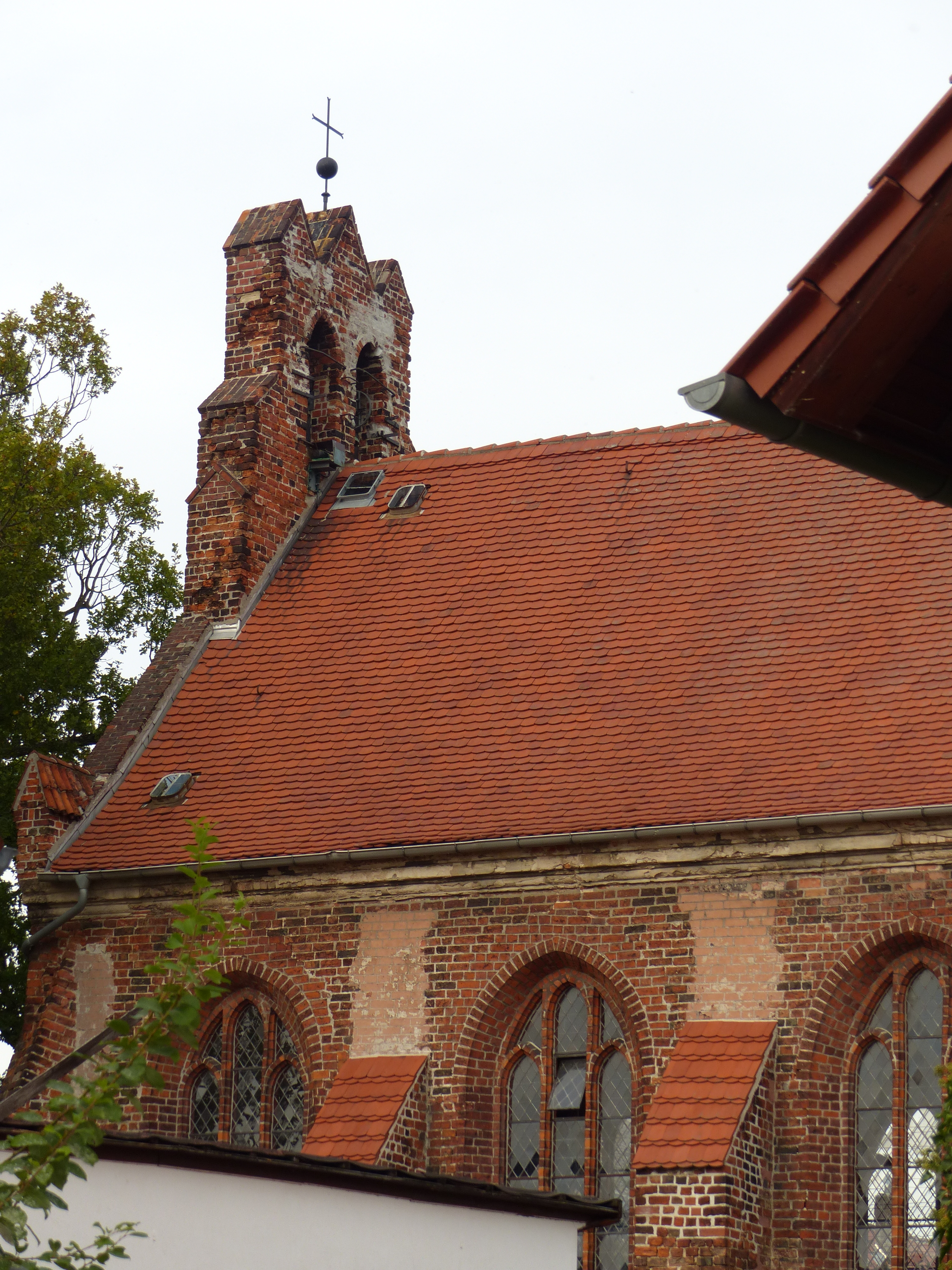
Heilig-Geist-Kirche Salzwedel, Chor der einstigen Spitalkirche

Das Stift zum Hl. Geist vor Salzwedel war ein Stift der Augustiner-Chorherren. Es lag in dem der Altstadt Salzwedel vorgelagerten Vorort Perwer im heutigen Sachsen-Anhalt und unterstand dem Bistum Verden. Der einzige erhaltene Bauteil ist der Chor der ehemaligen Klosterkirche, ein Bauwerk der Backsteingotik vor der Mitte des 15. Jahrhunderts.

## Geschichte
Das Stift geht auf eine Stiftung der Markgrafen Johann I. und Otto III. von Brandenburg zurück. Diese gründeten 1247 auf Bitten ihrer Mutter Mechthild und ihrer Ehefrauen Sophia von Dänemark und Beatrix von Böhmen ein Hospital auf dem Perwer vor der Altstadt Salzwedels. In einer Bulle von 1260 bestätigte Papst Alexander IV. das Hospital und besetzte es mit den Augustiner-Chorherren. Das Hospital existierte wahrscheinlich bis ins 15. Jahrhundert, als es in ein Beginenhaus umgewandelt wurde.
1470 wurde im Stift die Windesheimer Reform eingeführt. Mit der Verpfändung der Stiftsgüter an Franz von Bartensleben im Jahr 1540 wurde das Stift zum Hl. Geist vor Salzwedel aufgehoben.

## Architektur
Der ursprüngliche originelle gotische Zentralbau über kreisförmigem Grundriss mit 20 m Durchmesser aus dem dritten Viertel des 13. Jahrhunderts wurde im Spätmittelalter umgebaut. Einst erhob sich über dem engen Mittelteil ein darauf sitzender Turm; dieser war umgeben von einem weiten Umgang. Das Bauwerk wurde nach Verfall im Jahr 1792 abgebrochen; als einziger Rest davon ist der vor der Mitte des 15. Jahrhunderts südöstlich angefügte einschiffige Chor erhalten, ein dreijochiger Backsteinbau mit 5⁄10-Schluss. Das Bauwerk hat abgetreppte Strebepfeiler, die Fenster sind mit einfachen konischen Gewänden und dreiteiligem Lanzettstabwerk versehen. Die Nordwestseite wurde 1878 fassadenartig gestaltet, mit massivem Glockenträger auf dem Giebel. Reststücke der Umfassungsmauern des Zentralbaus wurden als Strebepfeiler einbezogen; im südlichen Strebepfeiler ist ein vermauertes Lanzettfenster des 13. Jahrhunderts erhalten. Im Innern sind Kreuzgewölbe mit Birnstabrippen auf Kopfkonsolen aus Stuck eingezogen. Die Sockelzone des Polygons ist mit Stichbogennischen gestaltet.

## Ausstattung
Die Ausstattungsstücke der Kirche sind heute auf die Kirchen St. Georg, St. Lorenz und im Danneil-Museum sowie in der Kirche von Jeggeleben verteilt.
Im Jahr 2012 erhielt das Bauwerk ein neues Geläut.

## Archiv
- Urkundenüberlieferung des Stifts zum Heiligen Geist vor Salzwedel im Landesarchiv Sachsen-Anhalt, Abteilung Magdeburg
- Digitalisat des Kopiars des Stiftes zum Heiligen Geist vor Salzwedel (Signatur: LASA, Cop., Nr. 1559) im Landesarchiv Sachsen-Anhalt, Abteilung Magdeburg